# Chassalia leandrii
Chassalia leandrii är en måreväxtart som beskrevs av Cornelis Eliza Bertus Bremekamp. Chassalia leandrii ingår i släktet Chassalia och familjen måreväxter. Inga underarter finns listade i Catalogue of Life.